# Drosophila pseudoobscura
Drosophila pseudoobscura este o specie de muște din genul Drosophila, familia Drosophilidae, descrisă de Frolova în anul 1929. Conform Catalogue of Life specia Drosophila pseudoobscura nu are subspecii cunoscute.

## Galerie